# OrgelArena

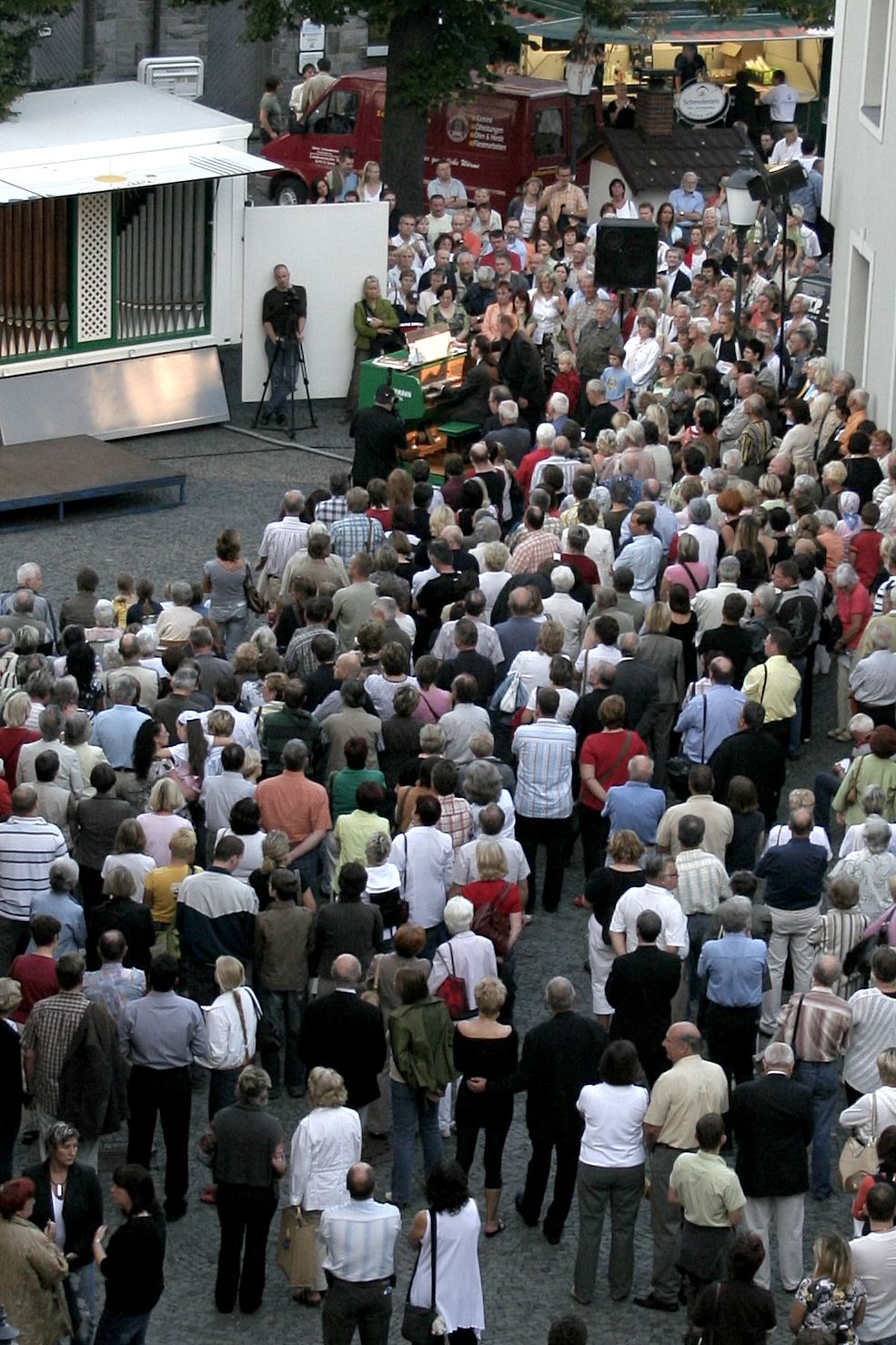
OrgelArena 2008 in Greiz

Das Projekt OrgelArena ist ein seit 2004 jährlich stattfindendes Musikfestival, bei dem Matthias Grünert, Kantor der Dresdner Frauenkirche, täglich bis zu zehn Orgelkonzerte in verschiedenen Kirchen und Konzertsälen einer Region spielt. Eine OrgelArena umfasst drei bis fünf Tage und wird vom Verein Kirchenklang e. V. in Gottesgrün organisiert. Der Eintritt in die Konzerte ist kostenfrei – man kann aber eine Spende geben.

## Geschichte
Erstmals fand die OrgelArena 2004 mit 32 Konzerten im Eichsfeld statt.
| Jahr | Region                             | Konzerte |
| ---- | ---------------------------------- | -------- |
| 2004 | Eichsfeld                          | 32       |
| 2005 | Erfurt/Weimar/Jena                 | 37       |
| 2006 | Saalfeld / Rudolstadt              | 33       |
| 2007 | Mühlhausen                         | 25       |
| 2007 | Oberfranken                        | 14       |
| 2008 | Saalfeld                           | 24       |
| 2008 | Vogtland                           | 40       |
| 2009 | Jena / Weimar / Apolda / Eisenberg | 34       |
| 2008 | Düsseldorf / Kreis Mettmann        | 27       |
| 2010 | Erzgebirge                         | 42       |
| 2012 | Oberlausitz                        | 42       |
| 2013 | Mittelfranken                      | 26       |
| 2014 | Sächsische Schweiz                 | ?        |
| 2015 | Fränkisches Weinland               | ?        |
| 2016 | Altmark                            | 32       |
| 2017 | Lahn/Dill                          | 27       |
| 2018 | Eifel                              | 32       |

2010 hatte die Veranstaltung wegen der großen Zahl von 42 Konzerten im Erzgebirge den Namen „OrgelMarathon“ und wurde als ausgewählter Ort 2010 von der Initiative Deutschland – Land der Ideen ausgezeichnet.